# Voeltzkowia yamagishii
Espèce
Synonymes
- Sirenoscincus yamagishi Sakata & Hikida, 2003
- Sirenoscincus yamagishii Sakata & Hikida, 2003

Voeltzkowia yamagishii est une espèce de sauriens de la famille des Scincidae.

## Répartition

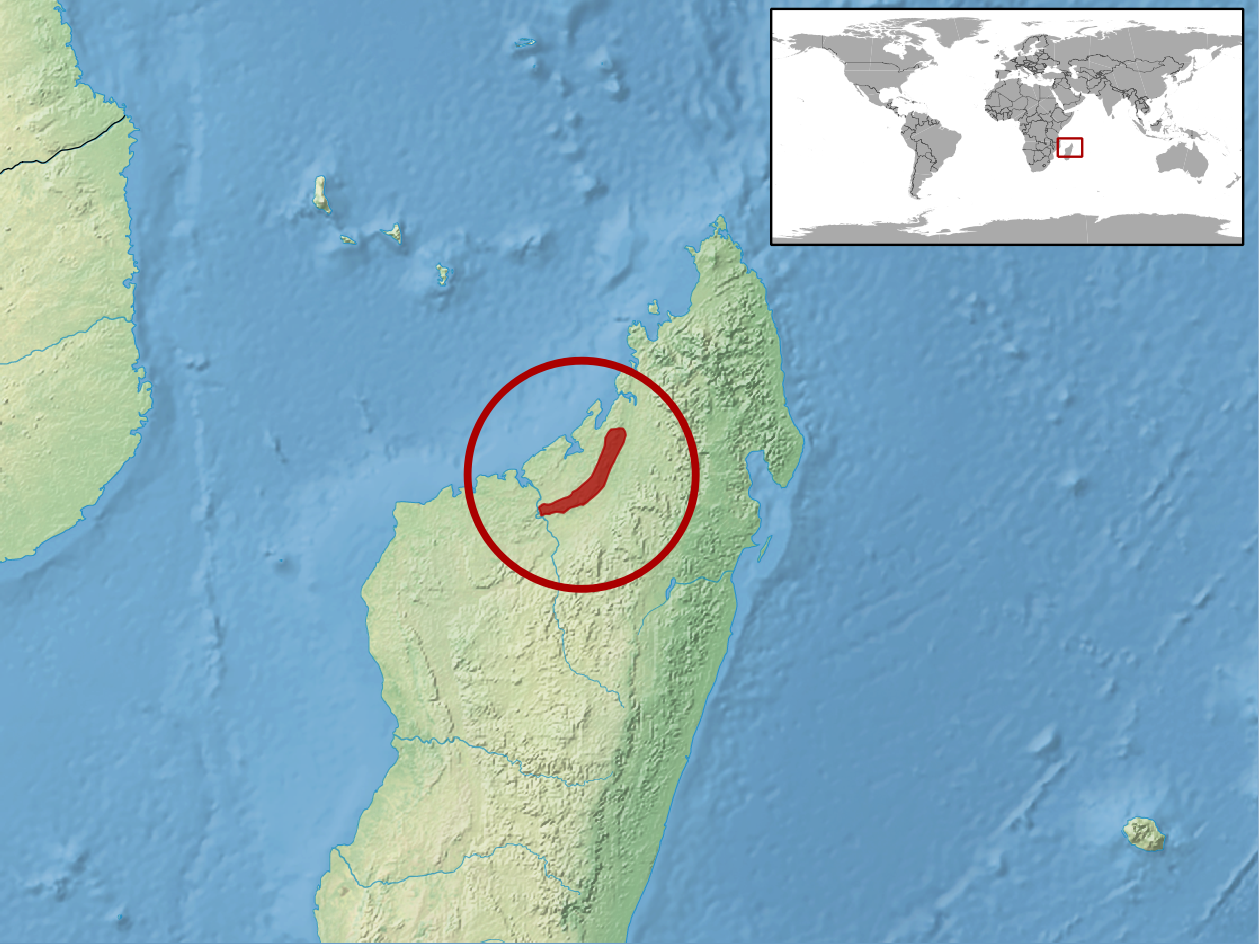
Répartition de l'espèce.

Cette espèce est endémique de Madagascar.

## Étymologie
Cette espèce est nommée en l'honneur de Satoshi Yamagishi (ja).

## Publication originale
- Sakata & Hikida, 2003 : A fossorial lizard with forelimbs only: description of a new genus and species of Malagasy skink (Reptilia: Squamata: Scincidae). Current Herpetology, vol. 22, no 1, p. 9-15 (texte intégral).